# 長野県道254号楢川岡谷線
長野県道254号楢川岡谷線（ながのけんどう254ごう ならかわおかやせん）は、長野県塩尻市大字宗賀から長野県岡谷市本町4丁目に至る一般県道である。

## 概要
岡谷市街地では街路として整備されている一方、塩尻市および上伊那郡辰野町各地内では未改良区間が多く残されている。
また、国道19号から牛首峠を経て国道153号まで至る区間では一部で道路改良されてはいるものの、大半は車両一台分の道幅しか確保されていない。
なお、牛首峠から国道19号側の区間を県道として表記していない道路地図が一部存在するが、実際には県道として普通車両でも通行できる（この区間は最近まで未舗装であったが、現在は舗装済みとなっている。ただし、人家が全くないため、冬期は閉鎖となる）。

### 路線データ
- 起点：長野県塩尻市大字宗賀（国道19号交点）
- 終点：長野県岡谷市本町4丁目（長野県道14号下諏訪辰野線・長野県道16号岡谷茅野線交点）

## 重複区間
- 国道153号（長野県塩尻市大字北小野～長野県上伊那郡辰野町大字小野、小野下町交差点）
- 国道20号（長野県岡谷市今井・岡谷インター西交差点～やまびこ公園入口交差点）

## 地理

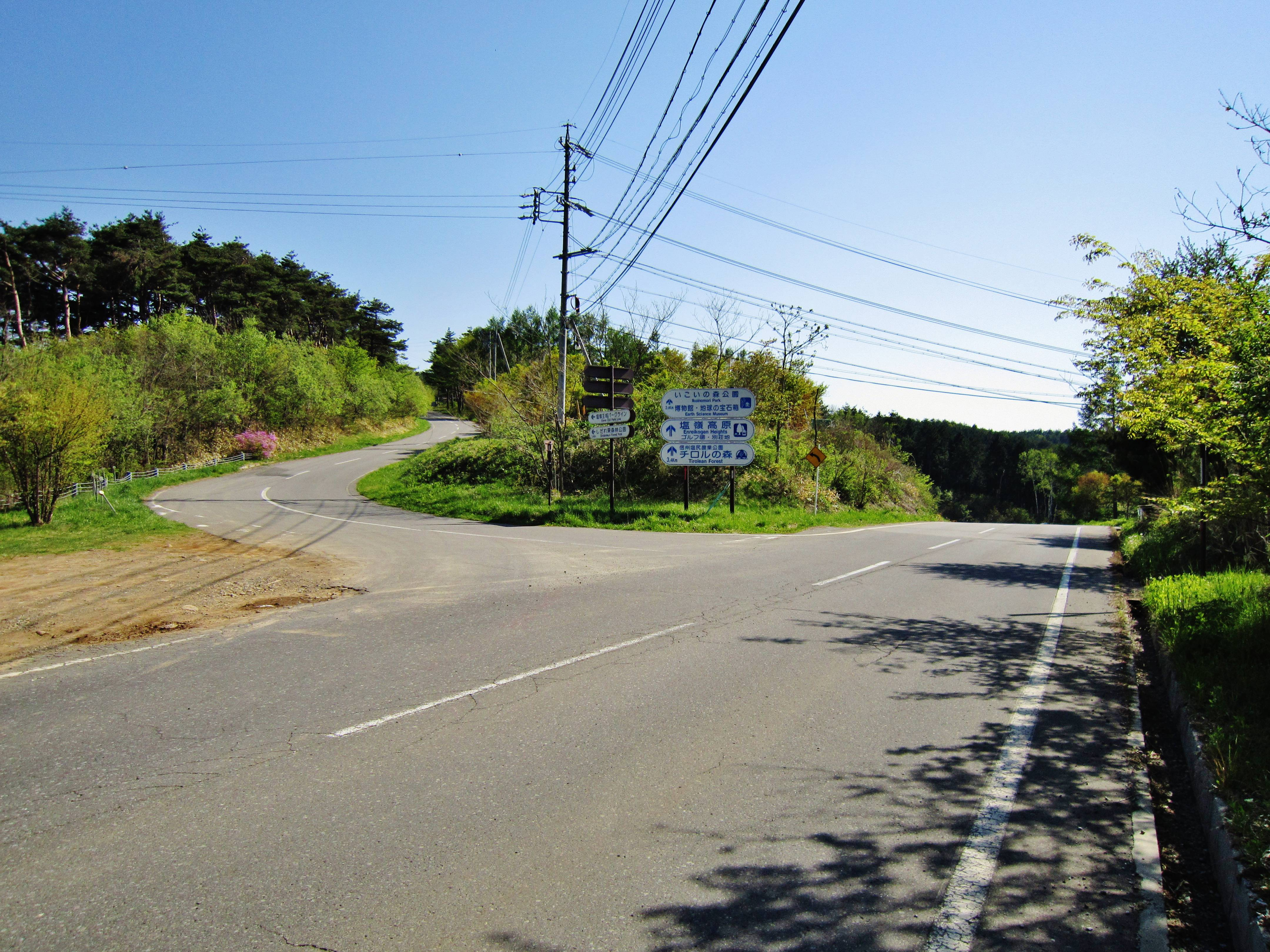
勝弦峠

岡谷市にある勝弦峠からは諏訪盆地を一望することができ、諏訪湖で花火大会が開催される際には見物客で周辺が非常に混み合う。

### 通過する自治体
- 長野県
  - 塩尻市
  - 上伊那郡
    - 辰野町

  - 岡谷市

### 交差している道路
- 国道19号
- 国道153号 (小野下町交差点)
- 国道20号 (やまびこ公園西交差点)
- 長野県道14号下諏訪辰野線 (岡谷市本町交差点)
- 長野県道16号岡谷茅野線 (同上)

### 周辺
- 小野宿
- 小野神社・矢彦神社
- 信州塩嶺高原カントリークラブ
- 鳥居平やまびこ公園
- 市立岡谷図書館